# Прогностика
Прогно́стика (от греч. πρόγνωση «предвидение, предсказание») — наука (научная дисциплина) о законах и способах разработки прогнозов. В широком смысле под прогностикой понимается теория и практика прогнозирования.
Нерекомендуемыми являются используемые в том же значении, что и «прогностика», термины «футурология», «прогнозономия» и «прогнозология».

## Прогнозирование в философии
Философия ставит две проблемы прогнозирования (футурологии): первая — будущее не существует как объект, вторая — прогнозирование как исследование тенденций развития бытия — не есть наука. В то же время любая теория, любая форма общественного сознания предполагает размышления о будущем, без надежды на будущее нет смысла настоящего.

## Прогнозирование в экономике
Прогнозирование и планирование — одна из основных функций менеджмента. Для прогнозирования используют статистические методы и методы на основе экспертных оценок.